# Scotopsinus tubersulosus
Scotopsinus tubersulosus is een keversoort uit de familie bladrolkevers (Attelabidae). De wetenschappelijke naam van de soort werd in 1871 gepubliceerd door Fahraeus.